# Athetis transvalensis
Athetis transvalensis là một loài bướm đêm trong họ Noctuidae.